# Face to Face (album av Westlife)
Face to Face är ett studioalbum av den irländska musikgruppen Westlife. Det gavs ut den 31 oktober 2005 och innehåller 12 låtar.

## Låtlista
| Nr  | Titel                             | Längd |
| --- | --------------------------------- | ----- |
| 1.  | You Raise Me Up                   | 4:01  |
| 2.  | When You Tell Me That You Love Me | 3:56  |
| 3.  | Amazing                           | 2:48  |
| 4.  | That's Where You Find Love        | 3:44  |
| 5.  | She's Back                        | 3:10  |
| 6.  | Desperado                         | 3:38  |
| 7.  | Colour My World                   | 3:55  |
| 8.  | In This Life                      | 4:08  |
| 9.  | Heart Without a Home              | 4:47  |
| 10. | Hit You With the Real Thing       | 3:00  |
| 11. | Change Your Mind                  | 3:42  |
| 12. | Maybe Tomorrow                    | 3:08  |

Spår 12 finns endast med på CD-skivorna som säljs i Storbritannien, Irland och Japan.

## Listplaceringar
| Lista              | Topplacering |
| ------------------ | ------------ |
| Australien         | 1            |
| Belgien (Flandern) | 71           |
| Danmark            | 19           |
| Nederländerna      | 30           |
| Norge              | 7            |
| Schweiz            | 14           |
| Sverige            | 9            |